# 瀬尾憲司
瀬尾 憲司（せお けんじ、1960年4月 - ）は、日本の歯科医師・歯学者。新潟大学医歯学総合研究科口腔生命科学専攻顎顔面再建学教授。

## 経歴
1986年新潟大学歯学部卒業、1990年同大学院卒業後、新潟大学歯学部附属病院助手、トロント大学客員研究員、新潟大学歯学部附属病院助教授、新潟大学大学院医歯学総合研究科口腔生命科学専攻顎顔面再建学助教授を経て2010年より現職。
1990年 新潟大学より歯学博士の学位を得る。論文の題は「家兎大動脈神経遠心性活動に対する血圧および呼吸ガスの効果」。

## 所属学会
- 日本歯科麻酔学会 社員[4]、指導医[5]、専門医[6]
- 日本臨床麻酔学会[2]
- 日本ペインクリニック学会[7]
- 日本疼痛学会[7]
- en:Society for Neuroscience[2]
- 国際疼痛学会[2]
- 日本口腔顔面痛学会[2]

## 著書
- 瀬尾憲司 著「高齢者の歯科補綴を行う上で必要な臨床的基礎知識 全身的な点において考慮すべき事項 通常の補綴処置前診査・問診とバイタルサインのチェック / 麻酔時の診査・全身疾患と局所麻酔法」、河野正司、渡邉誠 編『隔月刊「補綴臨床」別冊 エイジングと歯科補綴』医歯薬出版、1999年5月、36-39頁。
- 瀬尾憲司 他 著、古屋英毅、金子譲、海野雅浩、池本清海、福島和昭、城茂治 編『歯科麻酔学』（第6版）医歯薬出版、2003年4月10日。ISBN 978-4-263-45564-7。
- 瀬尾憲司『劇画でみるこれだけはしてほしい 歯科医院の緊急対処 AHAガイドライン2005準拠 BLSポスター付き』医歯薬出版、2007年5月25日。ISBN 978-4-263-44240-1。
- 瀬尾憲司 他 著、椎葉俊司 編『歯科医師のための口腔顔面痛ハンドブック その痛みにこの処方』監修 仲西修、永末書店、2008年1月11日。ISBN 978-4-8160-1190-0。
- 瀬尾憲司 他 著、前田健康、山田小枝子 編『最新歯科衛生士教本 人体の構造と機能1 解剖学・組織発生学・生理学』監修 全国歯科衛生士教育協議会、医歯薬出版、2010年4月5日。ISBN 978-4-263-42811-5。
- 瀬尾憲司 他 著、福島和昭、原田純、嶋田昌彦、一戸達也、丹羽均 編『歯科麻酔学』監修 金子譲（第7版）、医歯薬出版、2011年3月25日。ISBN 978-4-263-45642-2。
- 瀬尾憲司『AHAガイドライン2010と歯科医院での緊急対処法 BLSポスター付』医歯薬出版、2011年10月5日。ISBN 978-4-263-44349-1。

## 論文

### 和文総説
- 瀬尾憲司「三叉神経知覚障害、異常感覚、痛覚研究の諸問題」『日本歯科麻酔学会雑誌』第36巻第3号、日本歯科麻酔学会、東京都豊島]、2008年7月、244-256頁、ISSN 0386-5835、NAID 10024179039。
- 瀬尾憲司「顎顔面領域における神経再生医療 顎顔面領域における神経腫への対応と外科的治療の必要性」『歯界展望』第114巻第5号、医歯薬出版、東京都練馬区、2009年11月、894-903頁、ISSN 0011-8702。

### 和文解説
- 瀬尾憲司「顔面痛発症のメカニズムについて」（PDF）『新潟歯学会雑誌』第29巻第1号、新潟歯学会、新潟県新潟市、1999年7月、41-43頁、ISSN 0385-0153、NAID 110000299578、2011年10月10日閲覧。
- 瀬尾憲司「マスタードオイル誘発性顔面部痛に対する内因性鎮痛機構」『日本歯科麻酔学会雑誌』第27巻第5号、日本歯科麻酔学会、東京都豊島区、1999年10月、561-565頁、ISSN 0386-5835、NAID 10007934642。
- 瀬尾憲司、染矢源治「PGA-collagen tubeを用いた三叉神経損傷の新たな治療戦略」（PDF）『新潟歯学会雑誌』第39巻第1号、新潟歯学会、新潟県新潟市、2009年6月、55-56頁、ISSN 0385-0153、2011年10月10日閲覧。
- 瀬尾憲司「痛みの病態生理学(第22回) 臨床痛の要因分析 三叉神経領域の病態生理」『理学療法』第26巻第10号、メディカルプレス、東京都練馬区、2009年10月、1252-1262頁、ISSN 0910-0059、NAID 50007270249。
- 瀬尾憲司「原因不明の痛みにどのように対応するべきか 智歯抜歯による舌神経損傷」『歯界展望』第117巻第1号、医歯薬出版、東京都練馬区、2011年1月、152-155頁、ISSN 0011-8702。

### 和文原著
- 瀬尾憲司「家兎大動脈神経遠心性活動に対する血圧および呼吸ガスの効果」『日本歯科麻酔学会雑誌』第18巻第2号、日本歯科麻酔学会、東京都豊島区、1990年4月、279-291頁、ISSN 0386-5835。
- 瀬尾憲司、高山治子、荒矢由美、染矢源治、布施真也、井比陽、中島民雄、今井信行、大橋靖「術中顎間固定症例における術後の嘔気,嘔吐の発生に関する臨床統計的検討」『日本歯科麻酔学会雑誌』第20巻第2号、日本歯科麻酔学会、東京都豊島区、1992年4月、287-294頁、ISSN 0386-5835、NAID 80006454388。
- 瀬尾憲司、高山治子、荒矢由美、三浦勝彦、染矢源治「カルバマゼピンにアレルギー反応を示し特異な臨床経過をとった三叉神経痛の1例」『日本歯科麻酔学会雑誌』第21巻第2号、日本歯科麻酔学会、東京都豊島区、1993年4月、417-421頁、ISSN 0386-5835。
- 瀬尾憲司、高山治子、荒矢由美、三浦勝彦、田中裕、小林由美、染矢源治「当科における咽頭弁移植術後患者に対する経鼻挿管のための術前咽頭腔評価法」『日本歯科麻酔学会雑誌』第22巻第1号、日本歯科麻酔学会、東京都豊島区、1994年1月、108-110頁、ISSN 0386-5835。
- 瀬尾憲司、高山治子、荒矢由美、三浦勝彦、田中裕、小林由美、染矢源治、河野正己、中島民雄]「睡眠時無呼吸症候群に対する口蓋垂軟口蓋咽頭形成術の麻酔管理法の検討」『日本歯科麻酔学会雑誌』第22巻第3号、日本歯科麻酔学会、東京都豊島区、1994年7月、511-517頁、ISSN 0386-5835。
- 瀬尾憲司「新しい静脈麻酔薬"プロポフォール"は夢の全身麻酔薬か?」『新潟歯学会雑誌』第24巻第1号、新潟歯学会、新潟県新潟市、1994年6月、88頁、ISSN 0385-0153。
- 瀬尾憲司、高山治子、荒矢由美、井比陽、三浦勝彦、田中裕、小林由美、染矢源治「プロポフォールの口腔外科手術における全身麻酔の導入薬としての有用性の検討 投与速度の違いによる呼吸,循環器,自律神経系に及ぼす影響」『日本歯科麻酔学会雑誌』第22巻第4号、日本歯科麻酔学会、東京都豊島区、1994年10月、637-648頁、ISSN 0386-5835、NAID 10007930342。
- 瀬尾憲司、高山治子、三浦勝彦、田中裕、小林由美、染矢源治「経鼻挿管が術後の鼻腔抵抗におよぼす影響について」『日本歯科麻酔学会雑誌』第24巻第2号、日本歯科麻酔学会、東京都豊島区、1996年4月、278-282頁、ISSN 0386-5835、NAID 10007929820。
- 瀬尾憲司、高山治子、三浦勝彦、田中裕、小林由美、染矢源治]「プロポフォールによる麻酔導入時の呼吸の変化について」『日本歯科麻酔学会雑誌』第24巻第3号、日本歯科麻酔学会、東京都豊島区、1996年7月、467-472頁、ISSN 0386-5835、NAID 10007925490。
- 瀬尾憲司、高山治子、三浦勝彦、田中裕他「希釈式自己血輸血に際し採血直後の血液バッグ内に浮遊物が生じた1例」『臨床麻酔』第20巻第11号、真興交易 医書出版部、東京都港区、1996年11月、1687-1688頁、ISSN 0387-3668。
- 瀬尾憲司、田中裕、染矢源治]「Drug Challenge Testにより診断し,NMDA受容体拮抗薬が奏効した顔面領域に生じた慢性疼痛の1症例」『日本歯科麻酔学会雑誌』第28巻第1号、日本歯科麻酔学会、東京都豊島区、2000年1月、87-92頁、ISSN 0386-5835、NAID 10007925531。
- 瀬尾憲司、田中裕、松井宏、染矢源治「外科的顎矯正術による末梢性三叉神経損傷後の知覚障害とその回復経過の検討」『日本歯科麻酔学会雑誌』第30巻第1号、日本歯科麻酔学会、東京都豊島区、2002年1月、69-81頁、ISSN 0386-5835、NAID 10007927895。
- 瀬尾憲司、田中裕、山崎由美子、照光真、染矢源治「外科的顎矯正術後の訴えとしての「しびれ」の臨床的解釈の検討」『日本歯科麻酔学会雑誌』第31巻第2号、日本歯科麻酔学会、東京都豊島区、2003年4月、167-174頁、ISSN 0386-5835、NAID 10010769703。
- 瀬尾憲司、田中裕、山崎由美子、石井多恵子、前川孝治、染矢源治「ミニトラックIIによる気道確保が困難であった大理石骨病の1例」『臨床麻酔』第27巻第2号、真興交易 医書出版部、東京都港区、2003年7月、1155-1157頁、ISSN 0387-3668、NAID 80016070180。
- 瀬尾憲司、田中裕、石井多恵子、岡部香織、染矢源治「顔面神経麻痺と顔面のしびれが同時に認められた1症例」『ペインクリニック』第26巻第3号、真興交易 医書出版部、東京都港区、2005年3月、430-431頁、ISSN 0388-4171。

### 英文
- Kenji Seo; Haruko Takatama, Yumi Araya, Katsuhiro Miura, Yutaka Tanaka, Yumi Kobayashi, Genji Someya (1996). “Electromagnetic interference of an external temporary pacemaker during maxillofacial and neck surgery.”. Anesthesia progress 43 (2):  64-66. doi:10.1016/S0304-3940(00)01215-5. ISSN 0003-3006. PMID 10336403.
- Kenji Seo; Genji Someya (2000). “Postnatal development of central nociceptive mechanisms modulating jaw muscle activity in the rat”. Neuroscience Letters 288 (2):  131-134. doi:10.1016/S0304-3940(00)01215-5. ISSN 0304-3940. PMID 10876078.
- Kenji Seo; Genji Someya, Yutaka Tanaka , Hiroshi Matsui, Akira Toyosato (2000). “Sevoflurane and isoflurane reduce oxygen saturation in infants”. Anesthesia Progress 47 (1):  3-7. ISSN 0003-3006. PMID 11212413.
- Kenji Seo; James W. Hu, Brian E. Cairns, Genji Someya (2001). “Involvement of GABA(A) receptor in modulation of jaw muscle activity evoked by mustard oil application to the rat temporomandibular joint”. Brain Research 892 (1):  198-202. doi:10.1016/S0006-8993(00)03283-2. ISSN 0006-8993. PMID 11172764.
- Seo, KenjiK; Fujiwara, Naoshi; Takeuchi, Kiichi; Maeda, Takeyasu; Someya, Genji (2001). “Optical imaging of excitation propagation evoked by stimulation to the trigeminal caudalis”. Neuroreport 12 (18):  3985-3988. ISSN 0959-4965. PMID 11742224.
- Kenji Seo; Naoshi Fujiwara, James W. Hu, Brian E. Cairns, Genji Someya (2002). “Intrathecal administration of 5-HT(3) receptor agonist modulates jaw muscle activity evoked by injection of mustard oil into the temporomandibular joint in the rat.”. Brain Research 934 (2):  157-161. doi:10.1016/S0006-8993(02)02367-3. ISSN 0006-8993. PMID 11955479.
- Kenji Seo; Naoshi Fujiwara, Brian E Cairns, Genji Someya (2002). “Male rats require testosterone to develop contralateral digastric muscle activity in response to noxious stimulation of the temporomandibular joint.”. Neuroscience letters 335 (2):  107-110. doi:10.1016/S0304-3940(02)01173-4. ISSN 0304-3940. PMID 12459510.
- Seo, Kenji; Fujiwara, Naoshi; Takeuchi, Kiichi; Maeda, Takeyasu; Someya, Genji (2003). “Repetitive afferent stimulation propagates excitation in the trigeminal caudalis.”. NeuroReport 14 (10):  1321-1325. doi:10.1097/01.wnr.0000078544.07662.cc. ISSN 0959-4965. PMID 12876465.
- Kenji Seo; Yutaka Tanaka, Makoto Terumitsu, Genji Someya (2004). “Efficacy of steroid treatment for sensory impairment after orthognathic surgery.”. Journal of Oral and Maxillofacial Surgery 62 (10):  1193-1197. doi:10.1016/j.joms.2004.06.033. ISSN 0278-2391. PMID 15452804.
- Kenji Seo; Yutaka Tanaka, Makoto Terumitsu, Genji Someya (2005). “Characterization of different paresthesias following orthognathic surgery of the mandible.”. Journal of Oral and Maxillofacial Surgery 63 (3):  298-303. doi:10.1016/j.joms.2004.07.015. ISSN 0278-2391. PMID 15742277.
- Kenji Seo; Naoshi Fujiwara, Kiichi Takeuchi, Takeyasu Maeda, Genji Someya (2005). “Postnatal development of excitation propagation in the trigeminal subnucleus caudalis evoked by afferent stimulation in mice.”. Neuroscience Research 52 (3):  201-210. doi:10.1016/j.neures.2005.03.005. ISSN 0168-0102. PMID 15927721.
- Kenji Seo; Yuji Inada, Makoto Terumitsu, Tatsuo Nalkamura, Katsuhiro Horiuchi, Ikuhisa Inada, Genji Someya (2008). “One year outcome of demaged lingual nerve repair using a PGA-collagen tube”. Journal of Oral and Maxillofacial Surgery 66 (7):  1481-1484. doi:10.1016/j.joms.2007.08.029. ISSN 0278-2391. PMID 18571034.
- Kenji Seo; Hiroyuki Seino, Hiroyuki Yoshikawa, Andrey B. Petrenko, Hiroshi Baba, Naoshi Fujiwara, Genji Someya, Yoshiro Kawano, Takeyasu Maeda, Masato Matsuda, Takashi Kanematsu, Masato Hirata (2010). “Genetic reduction of GABA(A) receptor gamma2 subunit expression potentiates the immobilizing action of isoflurane”. Neuroscience Letter 472 (1):  1-4. doi:10.1016/j.neulet.2010.01.031. ISSN 0304-3940. PMID 20097266.